# Synode 72
Die Synode 72 war eine Reihe von Veranstaltungen zur Umsetzung der Beschlüsse des Zweiten Vatikanischen Konzils in der schweizerischen Ortskirche. Die Synode dauerte von 1972 bis 1975.

## Vorbereitung
Am 10. März 1969 beschloss die Schweizer Bischofskonferenz die Einberufung einer Synode zur Umsetzung der Beschlüsse des  Zweiten Vatikanischen Konzils in der Ortskirche sieben Jahre nach Beendigung des Konzils. Die Bischöfe der römisch-katholischen Kirche in der Schweiz wollten den Aufbruch des Konzils weiterführen. Die vorbereitende interdiözesane Sachkommissionen baute auf die Resultate einer landesweiten Umfrage mit hoher Beteiligung auf. Die teilnehmenden Priester, Ordensleute und Laien hatten alle dasselbe Rede- und Stimmrecht, dank einer Dispens, welche der Vatikan am 22. September 1969 erteilt hatte.

## Durchführung
Die Synode 72 wurde am 23. September 1972 mit hohen Erwartungen gleichzeitig in allen sechs Schweizer Bistümern und in der Territorialabtei St-Maurice eröffnet. Für das Bistum Chur fand die feierliche Eröffnung in Zürich-Wiedikon statt. 
Überall habe der jeweilige Bischof «ein auf die Synode abgestimmtes Wort» gesprochen, berichtete die Presseagentur Kipa damals: 

«Es ist falsch, eine Aufteilung in Progressive und Konservative vorzunehmen, denn wir müssen beides zusammen sein. Einziger Maßstab unseres Handelns ist das Evangelium.»

«[Die Synode ist] nichts anderes als die Verwirklichung des Zweiten Vatikanischen Konzils.»

Es begann damit in allen Bistümern eine dreijährige intensive Arbeit, in der gemeinsame Zukunftsperspektiven gesucht wurden. Das Motto lautete «zurückblicken und weiter denken».

## Inhalt
Die Synodalen haben in zwölf Sachgebieten aus den Bereichen Glauben und Glaubensverkündigung, Gottesdienst und Seelsorge, das Verhältnis zur Gesamtkirche, zu Staat, Gesellschaft und Wirtschaft sowie Fragen der Ökumene, Bildung und sozialer Gerechtigkeit Beschlüsse verabschiedet. Dazu tagten sie in bis zu zehn mehrtägigen Sessionen.
Die Mehrheit der auf Beschlüssen der Synode 72 beruhenden Eingaben der Schweizer Bischöfe lehnte Rom ab. Darunter das Gesuch um die Einrichtung eines gesamtschweizerischen Pastoralrats als interdiözesanes Beratungsorgan für die Bischofskonferenz. Das Schweizer Synode-Hochgebet hingegen wurde in das Missale Romanum aufgenommen. 